# Sierpów Wąskotorowy
Sierpów Wąskotorowy – nieczynna wąskotorowa stacja kolejowa w Sierpowie, w gminie Ozorków, w powiecie zgierskim, w województwie łódzkim, w Polsce. Został otwarty na przełomie lat 1914 i 1915 razem z linią kolejową z Koryt do Ozorkowa Miasto.
Niegdyś Sierpów Wąskotorowy był stacją węzłową. Od linii Łęczyca Wąsk. – Ozorków Wąsk. odchodziła linia Sierpów Wąsk. – Leśmierz obsługiwana przez cukrownię w Leśmierzu oraz linia Sierpów Wąsk. – Świnice Warckie. Linia do Świnic wybudowana została w 1922 r, zlikwidowano ją natomiast w 1970 r. Odgałęzienie do Leśmierza funkcjonowało dłużej, bo od 1917 do 1986 r. Do dziś na terenie stacji można spotkać pozostałości po dawnych liniach. W kierunku Leśmierza widoczne są przyczółki mostowe na pobliskiej rzece, natomiast w kierunku Świnic za rozjazdem nr 4 widoczna jest bocznica, z której kiedyś odchodził tor szlakowy.

## Galeria

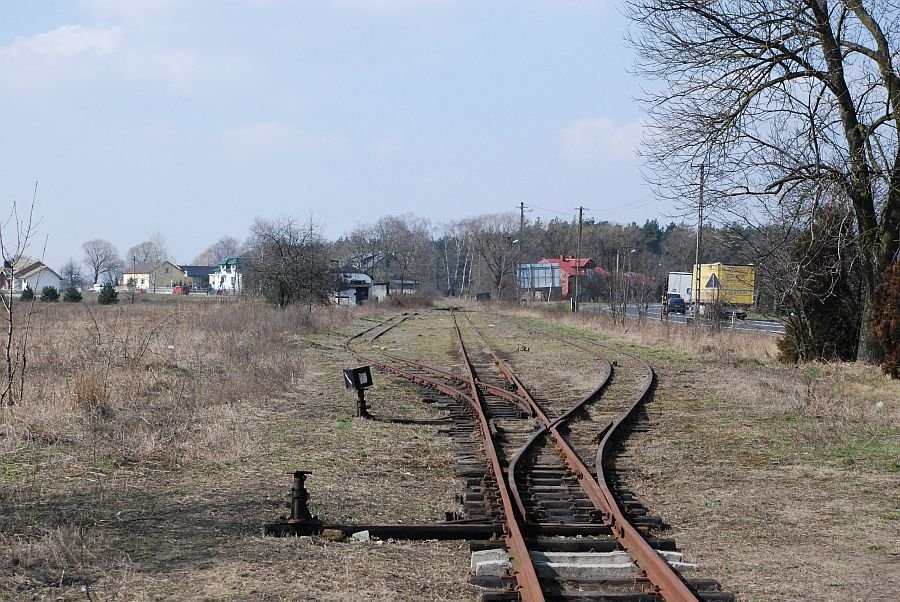
Widok na północną głowicę stacji Sierpów Wąsk. Widoczne rozjazdy 5 i 6. Brak toru 5 (zdemontowany)
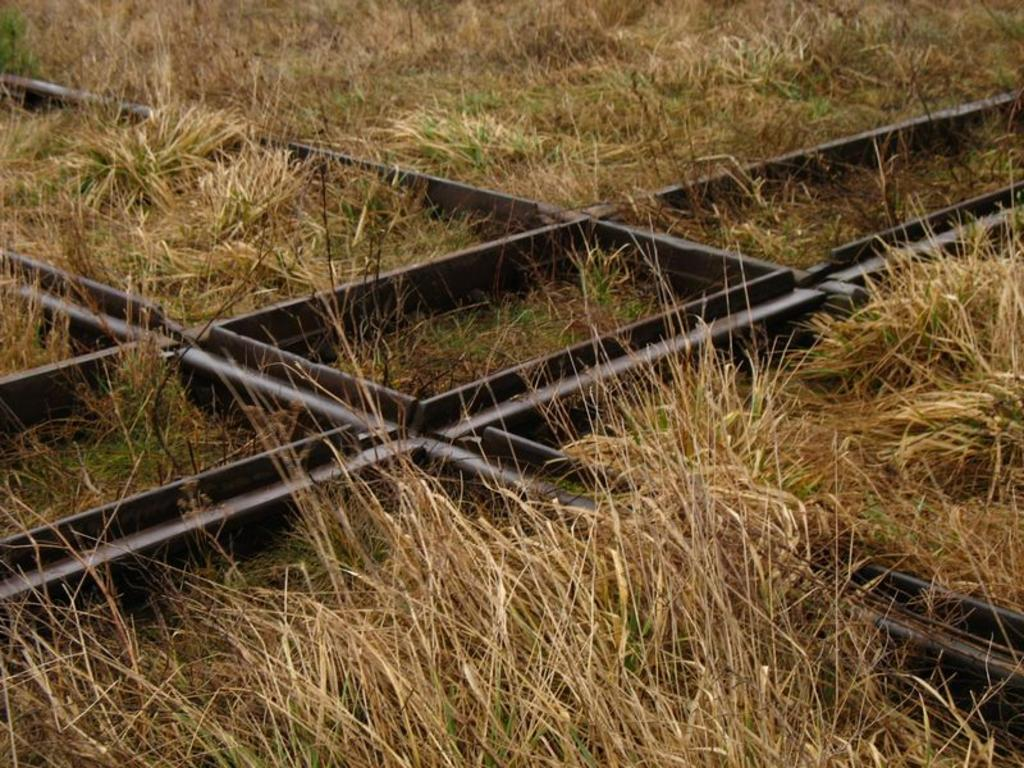
Skrzyżowanie normalnotorowej bocznicy do cukrowni Leśmierz z linią wąskotorową Ozorków Wąsk. – Łęczyca Wąsk. niedaleko stacji Sierpów
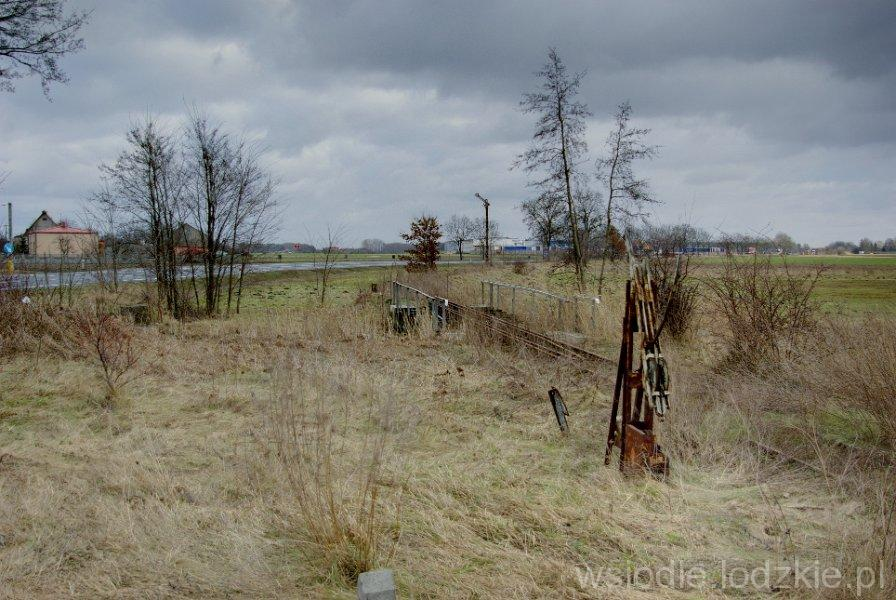
Widok południowej głowicy stacji Sierpów Wąsk. na szlak w kierunku Ozorkowa Wąsk. Widoczny naprężacz semafora wjazdowego i sam semafor w oddali. Po lewej stronie widoczne przyczółki mostu na szlaku do Leśmierza